# Salzburger AK 1914
Der Salzburger Athletiksport-Klub 1914, kurz Salzburger AK 1914 oder SAK 1914, ist ein Allround-Sportverein aus Salzburg in Österreich und führt die Sektionen Fußball, Fechten, Eiskunstlauf, Fitness und Rollschuhlauf. Die mittlerweile aufgelöste Sektion Handball wurde 1971 Österreichischer Meister bei den Männern.

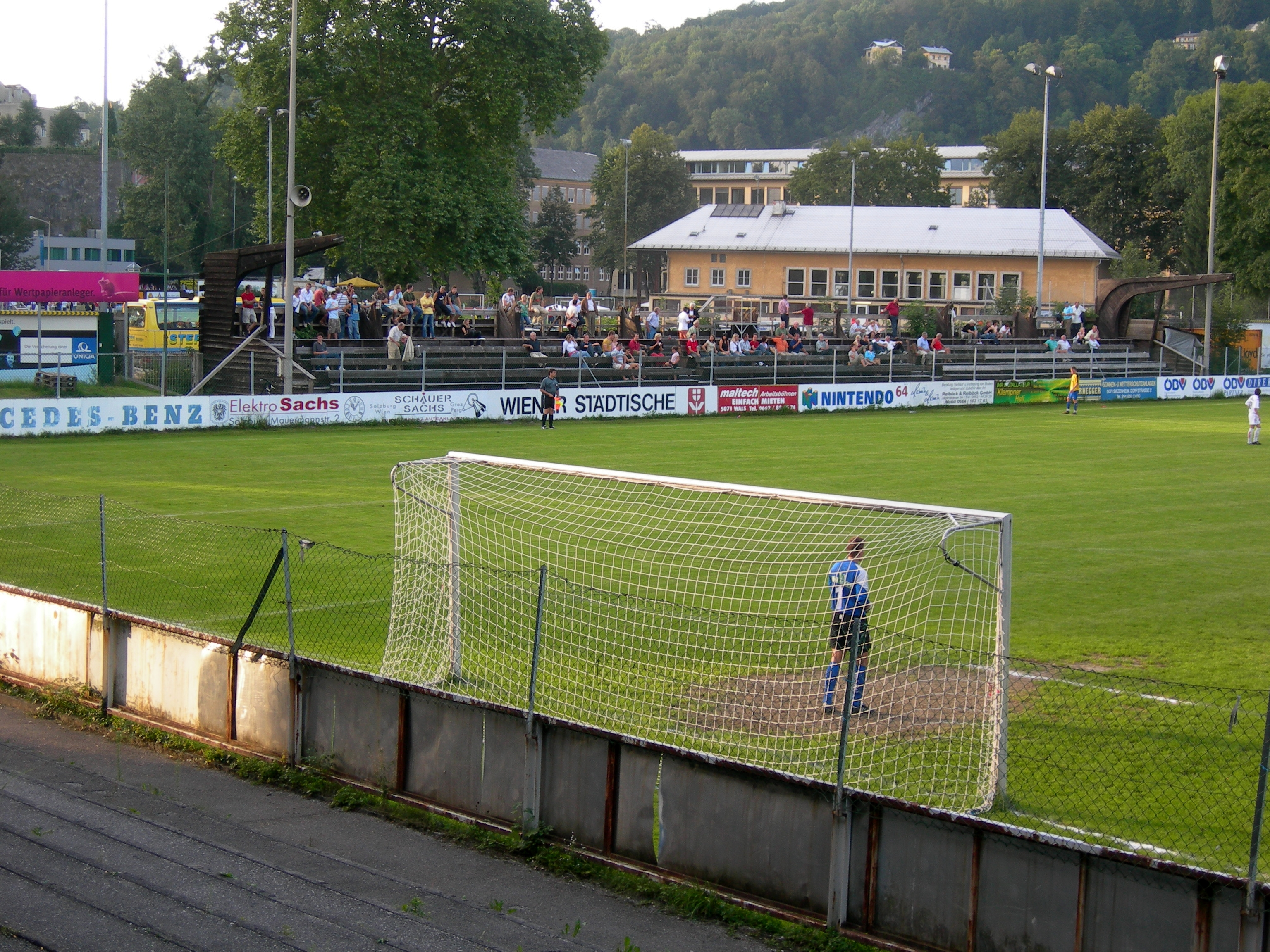
Blick auf die Holztribüne der ehem. SAK-Sportanlage Nonntal nach dem Dacheinsturz

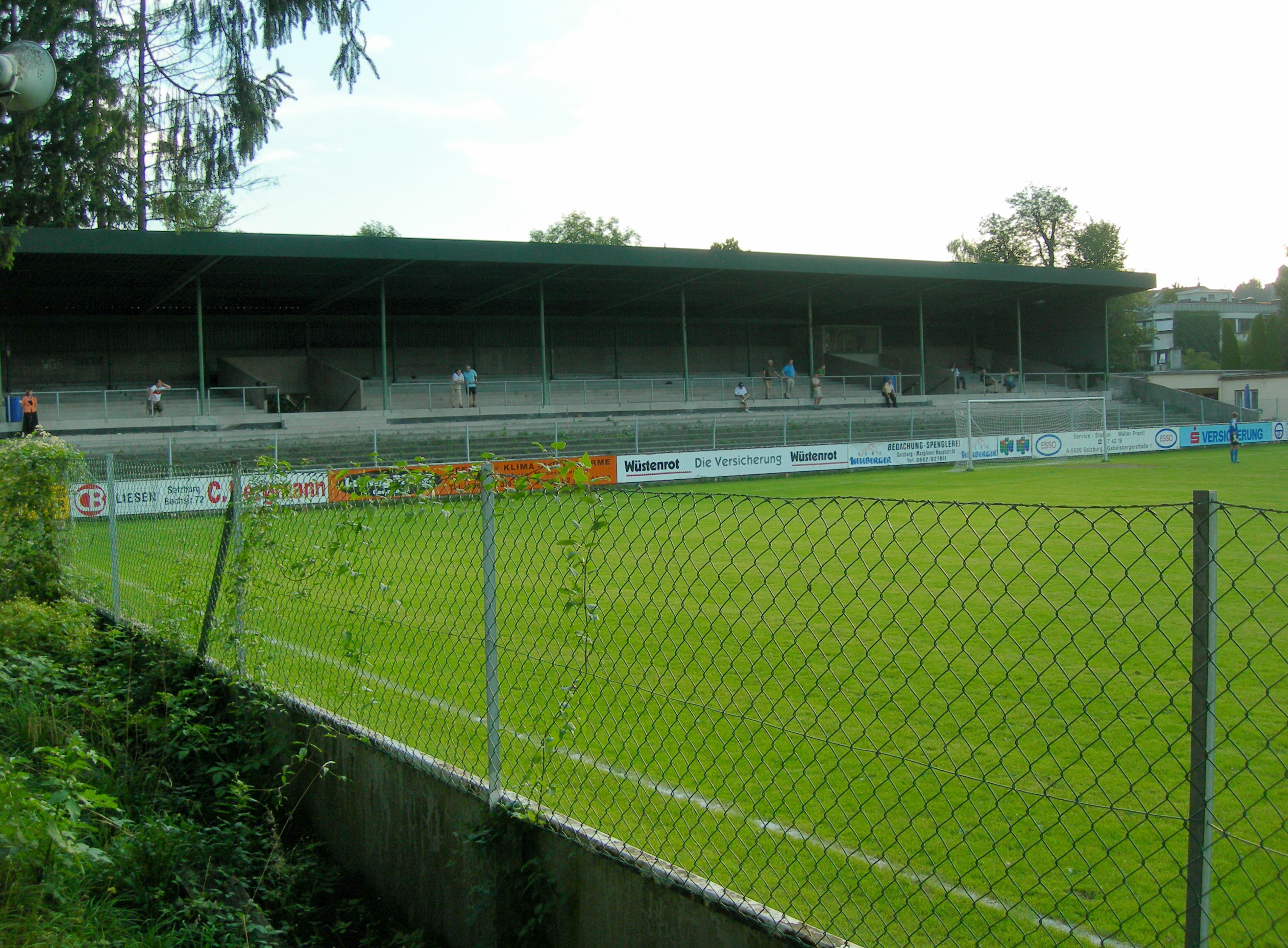
Die Hintertortribüne der ehem. SAK-Sportanlage Nonntal aus Beton

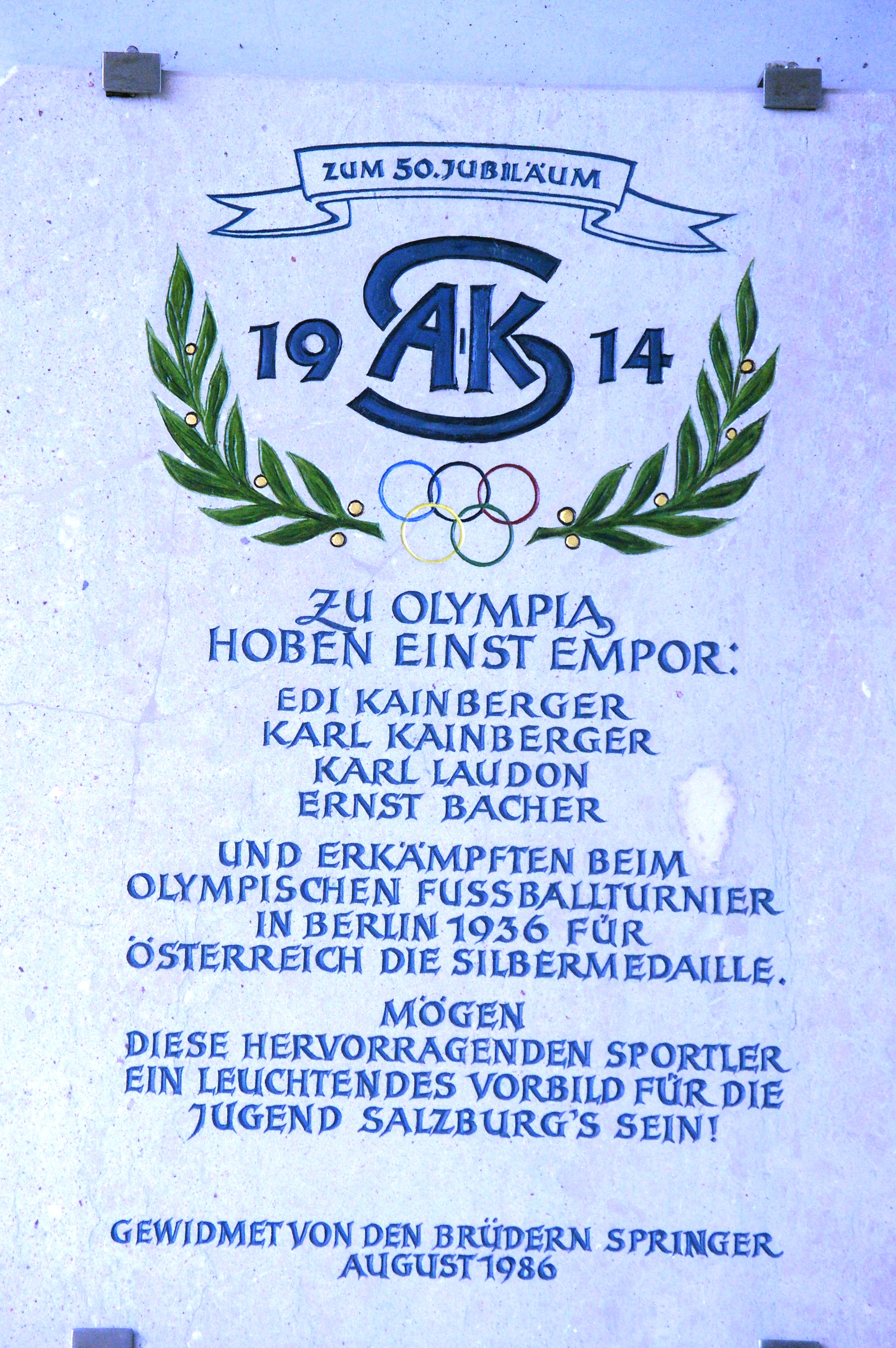
Gedenktafel für die drei Mitglieder der Nationalmannschaft bei den Olympischen Spielen 1936

## Geschichte
Der von den Fans meist nur SAK  genannte Sportverein wurde am 24. Juni 1914 als Fußballverein gegründet und ist damit der älteste Fußballklub des Bundeslandes Salzburg. Die Vereinsfarben wurden bei der Gründung mit Rot-Weiß festgelegt und 1919 auf Blau-Gelb geändert. Die Heimanlage des Vereins ist von jeher der SAK-Sportplatz im Stadtteil Nonntal, auf dem auch heute noch alle Heimspiele der Blau-Gelben ausgetragen werden.
In der Saison 1921/22 stiegen die Nonntaler in die erstmals ausgetragene Salzburger Meisterschaft ein und belegten auf Anhieb den zweiten Platz in der 1. Klasse. Von 1924 bis 1938 eroberte der Salzburger AK 1914 in fünfzehn aufeinanderfolgenden Jahren jeweils den Titel des Salzburger Landesmeisters. Bis zur Einführung der gesamtösterreichischen Meisterschaft im Jahr 1949 war der Landesmeistertitel die höchste Auszeichnung die ein Bundeslandverein erringen konnte und hatte in den Bundesländern den Stellenwert eines späteren österreichischen Meistertitels. Erst ab den 1950er Jahren, als auch der Salzburger Fußball erstmals in der österreichischen Staatsliga vertreten war, verlor der Salzburger Landesmeistertitel allmählich seinen Stellenwert und verkam zu einem fast unbedeutenden Regionaltitel. Bis heute trug sich der SAK 1914 insgesamt dreißigmal in die Siegerliste ein und ist damit Salzburger Rekordmeister.

## Amateurstaatsmeisterschafts-Finalspiele
Seine beste Zeit vor dem Zweiten Weltkrieg hatte der Nonntaler Traditionsklub in den 1930er Jahren, als man als sechsfacher Landespokalsieger und Abonnementmeister sowie als einziger Salzburger Verein in der österreichweit ausgetragenen Amateurstaatsmeisterschaft für Aufmerksamkeit sorgen konnte. Im Jahr 1934 erreichte der SAK 1914 erstmals das Finale, verlor jedoch in zwei Spielen knapp mit 1:2 und 0:2 gegen den steirischen Meister SK Sturm Graz. 1935 erreichten die Athletiksportler erneut das Endspiel, verloren jedoch gegen den niederösterreichischen Vertreter Badener AC. Zuhause konnte das Hinspiel mit 4:1 gewonnen werden, das Rückspiel endete 0:3, sodass der Referee zur Verlängerung pfiff. Der SAK 1914 schoss das vermeintlich entscheidende 1:3, doch die Badener protestierten erfolgreich gegen die Verifizierung des Spieles, da eine Verlängerung in den Regeln gar nicht vorgesehen war. Baden gewann das dritte Entscheidungsspiel schließlich mit 3:2. Das Finalspiel von 1937 ging gegen den Post SV Wien, der trotz seiner Erstligazugehörigkeit als Amateurverein eingestuft wurde, mit 0:4 und 2:2 verloren.
Viele Spieler der Blau-Gelben wurden damals in die österreichische Amateur-Nationalmannschaft einberufen, die bekanntesten waren Edi Kainberger, Karl Kainberger, Ernst Bacher und Adolf Laudon. Diese gehörten auch zur Stammmannschaft der legendären österreichischen Olympiaauswahl, die bei den Olympischen Spielen 1936 in Berlin die Silbermedaille im Fußballturnier erringen konnte. Nach dem Krieg stellten die Salzburger mit Langgruber noch einen Spieler für das österreichische Amateur-Team, das 1967 die erstmals ausgetragene Amateur-Europameisterschaft gewinnen konnte.

## Zwischen Amateur- und Profifußball
Ab den 1940er Jahren wurde die Luft an der Spitze für die Nonntaler immer dünner und mit dem Aufkommen des Fusionsvereins SV Austria Salzburg und dem damals starken SK Bischofshofen aus dem Pongau fiel der SAK 1914 zeitweise sogar ins dritte Glied zurück. Der SAK 1914 vermochte aber immer wieder an die Spitze anzuschließen und stieg 1952 sogar als erster Salzburger Verein in die österreichweit höchste Spielklasse, die Staatsliga A auf. Mit den großen Klubs aus Wien, Linz und Graz konnten sich die Salzburger aber nicht messen und eroberten in 26 Meisterschaftsspielen mit einem Sieg und zwei Remis lediglich vier Punkte, womit die Salzburger sofort wieder den Weg in die Tauernliga antreten mussten. Das zweite Gastspiel in der obersten Liga gab der SAK 1914 in der Saison 1961/62 als man als Meister der Regionalliga West in die Nationalliga aufsteigen konnte. Diesmal eroberten die Salzburger immerhin acht Punkte, mussten als Letzter aber trotzdem wieder von der obersten Liga Abschied nehmen. Immerhin erreichten die Athletiksportler in diesem Jahr mit einem sensationellen 1:0-Erfolg über den Wiener AC in der zweiten Runde erstmals das Viertelfinale im ÖFB-Pokal, wo man sich dann allerdings dem Linzer ASK mit 1:3 geschlagen geben musste.
Als Meister der drittklassigen Salzburger Liga stiegen die Nonntaler 1975 in die zweite Liga auf und vermochten sich immerhin bis 1977 dort zu halten. 1980 feierte der Verein sein Comeback in der 2. Division und schaffte mit dem Meistertitel 1985 sogar noch einmal den Aufstieg in die 1. Division der Bundesliga. Als Trainer fungierte in der Aufstiegssaison 1984/85 der Schönauer Kurt Wiebach, der spätere Geschäftsführer von Red Bull Salzburg. Im Pokalbewerb sorgte man für Furore, als man mit Siegen über WSG Wattens und FC Admira/Wacker bis in das Viertelfinale vorstieß. Dort war allerdings mit einer 0:4-Auswärtsniederlage gegen FK Austria Wien Endstation. Mit nur sieben Punkten und ohne einen einzigen Sieg belegten die Salzburger nur den 12. und letzten Rang der Herbstmeisterschaft und mussten im Frühjahr 1986 in der Mittleren-Play-Off um den Klassenerhalt kämpfen. Doch auch dort wurde der SAK 1914 nur Letzter unter acht Mannschaften (je vier aus der ersten und zweiten Division) und war somit wieder zweitklassig. Die sportlichen Höhepunkte beschränkten sich dann auf die Derbys gegen den SV Austria Salzburg. 1986 lehnten die Verantwortlichen der Nonntaler einen Anschluss der schuldenbeladenen Salzburger Austria an den SAK 1914 eindeutig ab und brachten damit das von den damaligen Lehenern betriebene Projekt „Casino-SAK“ zum Scheitern.

## Abstieg in die Bedeutungslosigkeit
Den Abschied vom Profifußball musste der Verein 1988 mit dem Abstieg aus der 2. Division hinnehmen. Mittlerweile war neben der Salzburger Austria auch der USV Salzburg (später FC Salzburg) aufgekommen und verdrängte den SAK 1914 in die sportliche Bedeutungslosigkeit. Der bekannteste Spieler der in den 1980er Jahren beim SAK spielte, war der spätere Nationalteamspieler und ehemalige Trainer der Wiener Austria, Frenk Schinkels.
In ihrer langen Geschichte spielten die Nonntaler insgesamt drei Saisonen in der höchsten österreichischen Spielklasse und verbrachten neun Jahre in der professionellen zweiten Liga. Dazu spielten die Salzburger aber jahrelang in den auf Amateurbasis betriebenen zweiten Leistungsstufen (Regionalliga, Alpenliga) die 1975 von der 2. Division der Bundesliga abgelöst wurden. Ab den 1990er Jahren folgte der Abstieg bis in die Salzburger Landesliga (5. Spielstufe). Nach dem Titelgewinn in der Saison 2004/05 spielen die Blau-Gelben Athletiker nunmehr wieder in der dritten Leistungsstufe, der Regionalliga West. Im Sommer 2006 erfolgte abermals der Abstieg in die 1. Salzburger Landesliga (inzwischen 4. Leistungsstufe).
Diese Saison 2006/2007 war auch die letzte Saison des SAK 1914 auf seiner angestammten Anlage am Mühlbacherhofweg. Der Platz wurde abgerissen um Raum für das Sportzentrum Mitte (SZM) zu schaffen. Während der Bauarbeiten wich der SAK 1914 auf die Anlage des USK Gneis aus. Am 27. Juni 2009 wurde mit dem Spiel gegen FC Red Bull Salzburg das Sportzentrum Mitte eröffnet, das Spiel endete 0:8 für den Bundesligisten. Ab der Saison 2010/11 startete die Mannschaft in der neu gegründeten Salzburger Liga (4. Spielstufe). In den folgenden Jahren gelangen die Tabellenränge: 8 (2010/11, 41 Punkte), 2 (2011/12, 62 Punkte), 3 (2012/13, 54 Punkte), 5 (2013/14, 48 Punkte), 12 (2014/15, 35 Punkte) sowie 2 (2015/16, 58 Punkte). Durch den Aufstiegsverzicht von Meister FC Bergheim stieg der Verein 2016 in die Regionalliga West auf.
Regionalliga West (2016/17): Nach nur 5 Siegen bei 7 Unentschieden und 18 Niederlagen stieg der SAK 1914 postwendend wieder ab. Zurück in der Salzburger Liga tat sich der Verein auch dort anfangs schwer, nach der Herbstsaison 2017 lag die Mannschaft nur an 14. Stelle (von 16) mit zwei Punkte Vorsprung auf das Tabellenende.

## Kurzer Höhenrausch unter Christian Schwaiger
Im Jänner 2018 wurde der Salzburger Unternehmer Christian Schwaiger als neuer Präsident und Hauptsponsor präsentiert. Noch in der Winter-Übertrittszeit verpflichtete dieser mit Andreas Fötschl einen neuen Trainer, dazu wurde mit dem Ex-Profi Mersudin Jukic ein namhafter Stürmer verpflichtet. Nach einem starken Frühjahr erreichte das Team in der Saison 2017/18 noch Tabellenplatz 6 (45 Punkte).
Zur Saison 2018/19 wurde praktisch der gesamte Kader ausgewechselt, prominenteste Neuverpflichtungen waren die Ex-Profis Hans-Peter Berger, Markus Berger sowie Robert Strobl. Die Folge dieser Investitionen waren überlegener Meistertitel (24 Siege, 3 Unentschieden, 3 Niederlagen) und Aufstieg in die neu geschaffene Regionalliga Salzburg.
Die Herbstsaison 2019 verlief nahezu perfekt, nach einem 4:4 zum Auftakt gegen Anif feierte der SAK 1914 17 Siege am Stück und den Meistertitel. Dennoch entließ Präsident Schwaiger drei Spieltage vor Ende des Grunddurchgangs den äußerst erfolgreichen Trainer Fötschl. Als überlegener Herbstmeister war der SAK ein heißer Anwärter für einen Aufstieg in die 2. Liga. Im Jänner 2020 erklärte Präsident Christian Schwaiger allerdings überraschend, dass der Aufstieg mangels infrastruktureller Umgebung nicht machbar sei, und bot umgehend seinen Rücktritt an. Als neuer Trainer wurde Thomas Hofer vorgestellt, der coronabedingt (die Frühjahrssaison 2020 fiel komplett aus) kein einziges Spiel der Nonntaler betreuen sollte.
Die Saison 2020/21 startete unter dem neuen Cheftrainer Roman Wallner, aber bereits ohne die Unterstützung des mittlerweile Ex-Präsidenten Schwaiger. In einer von Quarantäne-Pausen zerzausten Saison erreichte eine stark verjüngte Mannschaft 3 Siegen, 3 Unentschieden und 6 Niederlagen. Der Grunddurchgang wurde wegen der Corona-Pandemie unterbrochen (letztes SAK-Spiel am 16.10. gegen Grödig) und Ende April 2021 schließlich annulliert.
Für die Saison 2023/24 wurde entschieden, dass es statt der Regionalliga Salzburg wieder zu einer Neuauflage der Regionalliga West kommt. Im März 2023 war entschieden, dass der SAK 1914 nach einer Saison mit bescheidenen Erfolgen in die Salzburger Liga absteigen wird. Roman Wallner verließ nach drei Jahren die Mannschaft, sein Nachfolger wurde der bisherige Co-Trainer Paul Zeyringer. Mit Zlatko Junuzović kam in derselben Saison auch ein ehemaliger Nationalteamspieler zum SAK.

## Spielklassen
- 1922–1933: 1. Klasse Salzburg (Regional)
- 1934–1935: Liga Oberösterreich-Salzburg (Regional)
- 1936–1938: 1. Klasse Salzburg (Regional)
- 1939: Bezirksklasse West (II)
- 1940–1943: 1. Klasse Salzburg (II)
- 1944: Liga Oberdonau-Salzburg (II)
- 1946–1949: 1. Klasse Salzburg (Regional)
- 1950–1952: Tauernliga (II)
- 1953: Staatsliga A (I)
- 1954–1955: Tauernliga (II)
- 1956–1960: Tauernliga Nord (II)
- 1961: Regionalliga West(II)
- 1962: Staatsliga A (I)
- 1963–1964: Regionalliga West (II)
- 1965–1966: Landesliga (III)
- 1967–1974: Regionalliga West (II)
- 1975: Salzburger Liga (III)
- 1976–1977: Bundesliga 2. Division (II)
- 1978–1980: Alpenliga (III)
- 1981–1985: Bundesliga 2. Division (II)
- 1986: Bundesliga 1. Division (I)
- 1987–1988: Bundesliga 2. Division (II)
- 1989–1991: Regionalliga West (III)
- 1992: Salzburger Liga (IV)
- 1994–1995: 1. Landesliga (V)
- 1996: Salzburger Liga (IV)
- 1997–2004: Regionalliga West (III)
- 2005: 1. Landesliga (IV)
- 2006: Regionalliga West (III)
- 2007–2010: 1. Landesliga (IV)
- 2010–2016: Salzburger Liga (IV)
- 2016/17: Regionalliga West (III)
- 2017–2019: Salzburger Liga (IV)
- seit 2019: Regionalliga Salzburg (III)

Die Zahl in Klammern gibt die jeweilige Spielstufe an. Regionale Meisterschaften waren in sich abgeschlossene Meisterschaften eines oder mehrerer Bundesländer ohne Aufstiegsrecht in die österreichweit ausgetragene höchste Spielklasse.

## Bekannte Spieler
- Ernst Bacher
- Hans-Peter Berger
- Markus Berger
- Franz Fegg
- Helmut Friedl
- Zlatko Hanicar
- Wolfgang Hupfauf
- Eduard Kainberger
- Karl Kainberger
- Ewald Kibler
- Bernd Langgruber
- Adolf Laudon
- Herbert Laux
- Frenk Schinkels
- Robert Strobl
- Heinz Vitzkotter
- Walter Werginz
- Walter Zeman

## Titel und Erfolge
- 3 Erstligasaisonen: 1953, 1962, 1986
- 3 × Österreichischer Vizeamateurstaatsmeister: 1934, 1935, 1937
- 2 × Viertelfinale im ÖFB-Cup: 1962, 1985
- 30 × Salzburger Landesmeister: 1924, 1925, 1926, 1927, 1928, 1929, 1930, 1931, 1932, 1933, 1934, 1935, 1936, 1937, 1938, 1942, 1946, 1947, 1952, 1960, 1961, 1963, 1972, 1979, 1980, 1991, 1998.
- 6 × Salzburger Landespokalsieger: 1929, 1930, 1931, 1932, 1933, 1934
- 3 × Salzburger Landespokalfinalist: 1937, 1947, 1948
- 2 × Meister der Liga Oberösterreich-Salzburg: 1934, 1935.
- 4 × Meister der zweiten Spielstufe: 1952, 1960 (Tauernliga), 1961 (Regionalliga West), 1985 (Bundesliga 2. Division)
- 3 × Meister dritte Spielstufe: 1966 (Landesliga), 1975 (Salzburger Liga), 1980 (Alpenliga)
- 2 × Meister vierte Spielstufe: 2005 (1. Landesliga) bzw. 2019 (Salzburger Liga)
- 1 × Meister fünfte Spielstufe: 1995 (1. Landesliga)